# Скритниця китникова
Скритниця китникова, скритниця китниковидна (Crypsis alopecuroides) — вид рослин родини тонконогові (Poaceae), поширений у Європі, західній Азії, Північній Африці.

## Опис
Однорічна трав'яниста рослина 10–30(65) см. Стебла нерідко з недорозвиненими пазушними пагонами. Піхва верхнього листка не розширена, циліндрична, не доходить до суцвіття або рідше охоплює його лише в нижній частині. Суцвіття вузько-циліндричне, до 9 см завдовжки. Колоски ≈2 мм довжиною. Тичинок 3. Пиляків 3, довжиною 0.6–1 мм. Зернівка еліпсоїдна 1–1.2 мм завдовжки.

## Поширення
Поширений у Європі, західній Азії, Північній Африці; натуралізований на заході США.
В Україні вид зростає на прирічкових мулисто-піщанистих місцях, солонцюватих луках (в подах), галечниках, біля доріг — по Дніпру, Дністру, Сів. Донцю і їхніх притоках, в подах на півдні Степу спорадично.

## Галерея

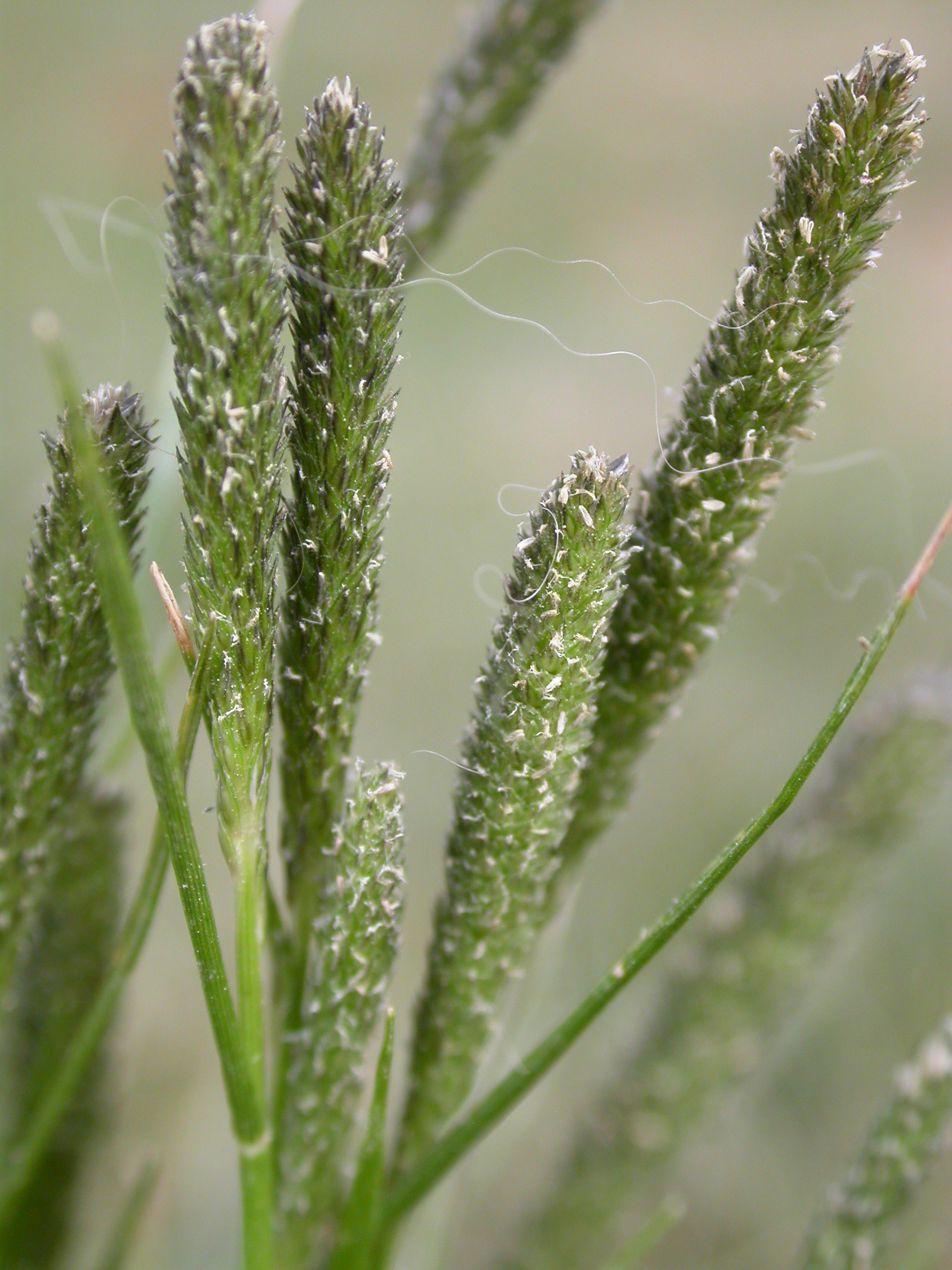
суцвіття
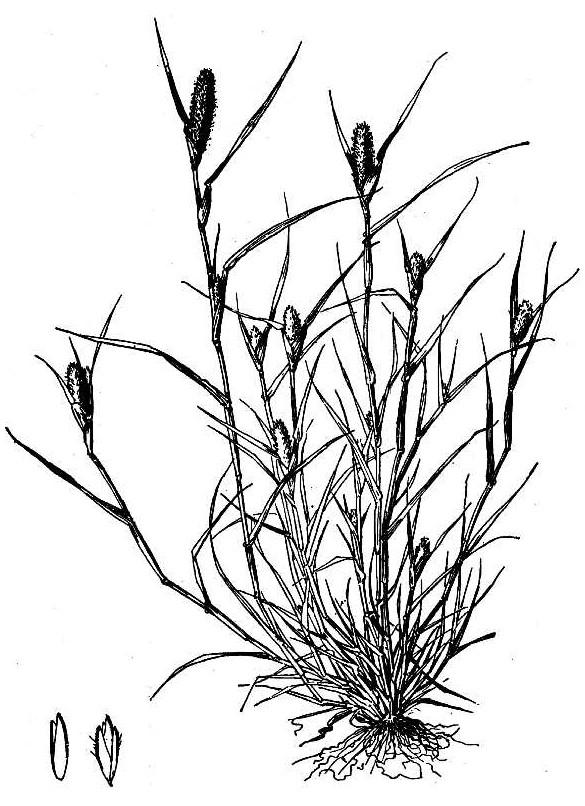
ілюстрація